# بقرات (القريشية)

تعديل مصدري - تعديل

بقرات هي إحدى قرى عزلة قيفه آل محن يزيد بمديرية القريشية التابعة لمحافظة البيضاء، بلغ تعداد سكانها 1124 نسمة حسب تعداد اليمن لعام 2004.